# Nenax coronata
Nenax coronata är en måreväxtart som beskrevs av Christian Puff. Nenax coronata ingår i släktet Nenax och familjen måreväxter. Inga underarter finns listade i Catalogue of Life.